# 埃爾克拉皮茲鎮區 (密歇根州)
埃爾克拉皮茲鎮區（英語：Elk Rapids Township）是位於美國密歇根州安特里姆縣的一個行政鎮區。

## 地方資料
埃爾克拉皮茲鎮區的面積為28.40平方千米，當中陸地面積為18.30平方千米，而水域面積為10.10平方千米。根據2020年美國人口普查的數據，當地共有人口2521人，而人口密度為每平方千米88.77人。